# Morgenrot (Quedlinburg)
Morgenrot ist ein Ortsteil von Quedlinburg im sachsen-anhaltischen Landkreis Harz.

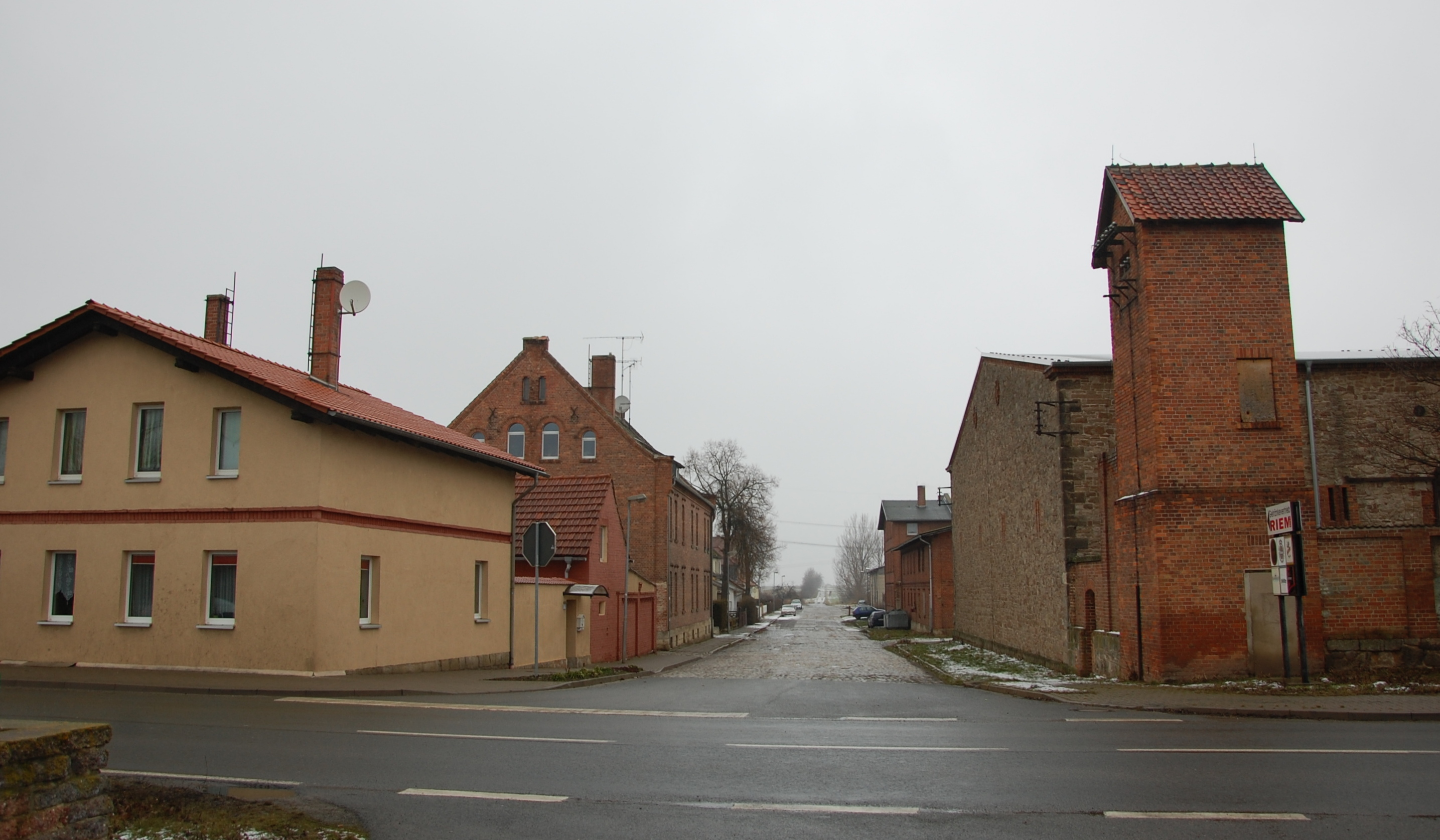
Morgenrot

Morgenrot ist an der L 85 (ehemals Bundesstraße 6) östlich von Quedlinburg gelegen. Außer der Hauptverkehrsstraße nach Aschersleben gibt es nur wenige Stichstraßen. Zwei Buslinien verbinden den Ortsteil mit Quedlinburg, Ballenstedt und Aschersleben. Morgenrot trug bis Anfang des 20. Jahrhunderts auch den Namen „Kamerun“.
In Morgenrot übernahm 1991 die Josef Breun Morgenrot GmbH & Co. KG die dortige Saatzuchtfirma. Ebenso gibt es eine Recyclingstation und eine Schweinezuchtanlage.